# Йоганн Баптист Ванхаль
Йоганн-Баптист Ваньгаль (нім. Johann Baptist Vanhal; також Ян-Крштітель Ваньгал, чеськ. Jan Křtitel Vaňhal; 12 травня 1739, Неханіце, поблизу міста Градець-Кралове, нині Чехія — 20 серпня 1813, Відень, нині Австрія) — чеський композитор.

## Біографія
Народився в селянській родині, навчався музики в сільського музиканта. В юні роки був органістом і хормейстером у храмах невеликих містечок своєї батьківщини, грав також на скрипці і віолончелі. У 1760 році був помічений графинею Шафготш, власницею маєтку в Неханіці, і її коштом поїхав до Відня, де удосконалював свою виконавську майстерність і вчився композиції під керівництвом відомого композитора і музичного педагога Карла Діттерса фон Діттерсдорфа. У 1770-ті роки, після поїздки з високопоставленими покровителями в Італію, пережив важкий душевний розлад (випадок, що нагадує Гельдерліна і Батюшкова).
Пізніше до кінця життя працював у Відні, був знайомий з Моцартом і Гайдном, виступав разом з ними. Гайдн диригував одну з його симфоній, а Моцарт виконував його концерт. Виконавська репутація Ваньгаля була настільки висока, що здобула йому місце в складі зоряного струнного квартету тих часів: Гайдн — перша скрипка, Діттерсдорф — друга скрипка, Моцарт — альт, Ваньгаль — віолончель.

## Творчість
Ваньгаль був надзвичайно плідним композитором. Йому належить близько 1300 творів, у тому числі близько 100 квартетів, принаймні 73 симфонії, 95 творів у галузі церковної музики, безліч концертів, вокальна музика. Оперою Ваньгаля займався менше, хоча під час його перебування в Італії в 1769—1771 його опери «Тріумф Клелії» (італ. Il triomfo di Clelia;) і «Демофонт» на лібрето Метастазіо були з успіхом поставлені в Римі. Мабуть, Ваньгаль був одним з перших композиторів, який повністю забезпечував своє життя написанням творів (без патронату впливових осіб і придворної служби).

## Педагогічна діяльність
У пізні роки Ваньгаль виявив себе як музичний педагог (його учнем, зокрема, був Іґнац Плеєль).